# Cymatura strandi
Cymatura strandi är en skalbaggsart som beskrevs av Stefan von Breuning 1935. Cymatura strandi ingår i släktet Cymatura och familjen långhorningar.
Artens utbredningsområde är Sierra Leone. Inga underarter finns listade i Catalogue of Life.